# Mozart-Matineen der Salzburger Festspiele ab 2017

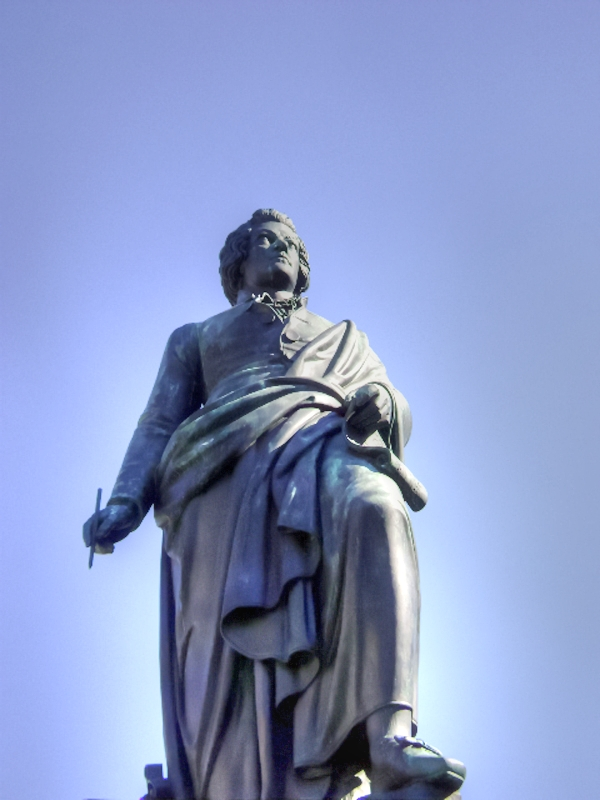
Mozart-Denkmal am Mozartplatz, Salzburg

Die Mozart-Matineen der Salzburger Festspiele stellen ein spezifisches Konzertformat dar, finden traditionell vormittags an Samstagen, Sonn- und Feiertagen – jeweils um 11 Uhr – während der Festspielzeit statt und werden vom Mozarteumorchester Salzburg und namhaften Dirigenten, Vokal- und Instrumentalsolisten aus aller Welt bestritten. 
Aufführungsort ist der Große Saal des Mozarteums.

## Konzept
Klassisch und reduziert auf das Essentielle präsentieren sich die Mozart-Matineen seit 2017. 
Im Rahmen der Ouverture spirituelle 2017 zum Auftakt der Festspiele wurden geistliche Werke Bruckners und Schuberts dem Ave verum corpus KV 618 von Wolfgang Amadeus Mozart gegenübergestellt. Erstmals dirigierte eine Frau eine Mozart-Martinee, Mirga Gražinytė-Tyla aus Litauen. Ihre Kollegen kamen aus England, Griechenland, Italien und Tschechien. Es gastierten Solisten aus Deutschland, Frankreich, Österreich, Russland, Südafrika und Ungarn sowie ein Chor aus Estland. Unter Leitung von Giovanni Antonini wurde – neben Mozarts Symphonie Nr. 29 und einem seiner späteren Klavierkonzerte – Schuberts Tragische gegeben. Drei weitere Programme waren ausschließlich Mozart vorbehalten. Besondere Erwartungen richteten sich auf das Konzert mit dem jungen griechischen Dirigenten Constantinos Carydis und der jungen russischen Pianistin Yulianna Avdeeva Ende August, da das Salzburger Festspieldebüt von Carydis im Jahr 2016 von Publikum und Presse bejubelt wurde. Die Salzburger Nachrichten verliehen ihm gar den Rang eines Wunders und die Schlagzeile: „Jede Note wird zum Edelstein“:

„Für jedes Stück findet Carydis eine passende, spezifische Klangaura, entwickelt einen Farbenreichtum, der nur entstehen kann, wenn man selbst kleinste Nuancen, Verzierungen, Phrasierungsdetails beachtet und ernst nimmt, mithin ins Innerste der Werke zu hören versteht. In diesem Sinne ist der Dirigent ein Bruder im Geiste Kirill Petrenkos.“

Die Mozart-Martineen bleiben auch in der Intendanz Markus Hinterhäuser, wie Karl Harb von den Salzburger Nachrichten formuliert, „das heimliche Herzstück der Salzburger Festspiele.“

## Werke und Besetzungen
| 2017               |                                                                                |                                                                     |                               | |
| 23. Juli           | Mozarteumorchester Estnischer Philharmonischer Kammerchor Mirga Gražinytė-Tyla | Christiane Karg Sopran Martin Mitterrutzner Tenor Michael Nagy Bass |                               | - Bruckner: Messe Nr. 2 e-Moll WAB 27 - Ave verum corpus KV 618 - Schubert: Stabat mater f-Moll D 383 – „Jesus Christus schwebt am Kreuze“ |
| 29. und 30. Juli   | Mozarteumorchester Ivor Bolton                                                 | Sandrine Piau Sopran                                                |                               | - Serenade D-Dur für zwei Orchester KV 239 – „Serenata notturna“ - Rezitativ und Kavatine der Aspasia „Ah ben ne fui presaga“ – „Pallid’ombre, che scorgete“ aus Mitridate, re di Ponto KV 87 - Szene und Rondo „Non più. Tutto ascoltai“ – „Non temer, amato bene“ KV 490 - Gallimathias musicum (Quodlibet) KV 32 - Arie der Zaide „Ruhe sanft, mein holdes Leben“ aus Zaide KV 344 - Rezitativ und Arie der Aspasia „Grazie ai numi partì“ – „Nel grave tormento“ aus Mitridate, re di Ponto KV 87 - Prager Symphonie D-Dur, KV 504 |
| 5. und 6. August   | Mozarteumorchester Giovanni Antonini                                           |                                                                     | Kristian Bezuidenhout Klavier | - Symphonie Nr. 29 A-Dur, KV 201 - Konzert für Klavier und Orchester c-Moll KV 491 - Schubert: Symphonie Nr. 4 c-Moll D 417 – „Tragische“ |
| 12. und 13. August | Mozarteumorchester Václav Luks                                                 |                                                                     |                               | - Divertimento für Streicher F-Dur KV 138 - Ballettmusik KV 367 aus Idomeneo - Jupiter-Sinfonie C-Dur KV 551 |
| 27. und 28. August | Mozarteumorchester Constantinos Carydis                                        |                                                                     | Yulianna Avdeeva Klavier      | - Fantasie für Klavier d-Moll KV 397 - Konzert für Klavier und Orchester B-Dur KV 595 - Divertimento Nr. 5 F-Dur für drei Bassetthörner KV 439b - Symphonie Nr. 40 g-Moll KV 550 |

| 2018               |                                                                                        |                                                                                                 |                                          | |
| 21. und 22. Juli   | Mozarteumorchester Salzburger Bachchor Alois Glaßner Choreinstudierung Riccardo Minasi | Simona Šaturová Sopran (Seraph) Benjamin Bruns Tenor (Jesus) Henning von Schulman Bass (Petrus) | Andreas Ottensamer Klarinette            | - Konzert für Klarinette und Orchester in A-Dur KV 622 - Beethoven: Christus am Ölberge, Oratorium für Soli, Chor und Orchester op. 85 |
| 28. und 29. Juli   | Mozarteumorchester Andrés Orozco-Estrada                                               |                                                                                                 | François Leleux Oboe                     | - Symphonie in A-Dur KV 201 - Konzert für Oboe und Orchester in C-Dur KV 314 - Ouvertüre zur Oper Don Giovanni KV 527 - Prager Symphonie KV 504 |
| 4. und 5. August   | Mozarteumorchester Raphaël Pichon Eine Mozart-Akademie                                 | Sabine Devieilhe Sopran                                                                         |                                          | - Erster Satz (Allegro con spirito) der Haffner Symphonie KV 385 - Arie „Vorrei spiegarvi, oh Dio!“ für Sopran und Orchester KV 418 - Rezitativ und Arie der Giunia „Vanne, T'affretta“ – „Ah se il crudel periglio“ aus Lucio Silla KV 135 - Zweiter und Dritter Satz (Andante und Menuetto) der Haffner Symphonie - Arie „Schon lacht der holde Frühling“ für Sopran und Orchester KV 580 (Rekonstruktion von Franz Beyer) - Nr. 1–3 aus Sechs deutsche Tänze KV 509 - Nr. 3 „Die Schlittenfahrt“ aus Deutsche Tänze KV 605 - Nr. 6 aus Sechs deutsche Tänze KV 571 - Arie der Königin der Nacht „Der Hölle Rache kocht in meinem Herzen“ aus der Zauberflöte KV 620 - Arie der Zaide „Ruhe sanft, mein holdes Leben“ aus Zaide KV 344 - Finale (Presto) der Haffner Symphonie - Arie der Zaide „Tiger! wetze nur die Klauen“ aus Zaide |
| 11. und 12. August | Mozarteumorchester Giovanni Antonini                                                   |                                                                                                 | Vilde Frang Violine Lawrence Power Viola | - Zwischenaktmusiken zum Schauspiel Thamos, König in Ägypten KV 345 (336a) - Sinfonia concertante für Violine, Viola und Orchester Es-Dur KV 364 - Ouvertüre zur Oper Lucio Silla KV 135 - Joseph Haydn: Symphonie mit dem Paukenwirbel Hob. I:103 |
| 18. und 19. August | Mozarteumorchester Ivor Bolton                                                         |                                                                                                 | Francesco Piemontesi Klavier             | - Serenade für Bläseroktett c-Moll KV 388, auch „Nacht Musique“ - Konzert für Klavier und Orchester C-Dur KV 503 - Symphonie Nr. 39 Es-Dur KV 543 |

| 2019               |                                    | |                                            | |
| 27. und 28. Juli   | Mozarteumorchester Riccardo Minasi | |                                            | - Symphonie Nr. 1 Es-Dur KV 16 - Serenata notturna D-Dur KV 239 - Symphonie Nr. 14 A-Dur KV 114 - Symphonie Nr. 36 C-Dur KV 425 „Linzer“ |
| 3. und 4. August   | Mozarteumorchester Ivor Bolton     | Regula Mühlemann Sopran |                                            | - Serenade für zwei Oboen, zwei Klarinetten, zwei Hörner und zwei Fagotte Es-Dur KV 375 - Exsultate, jubilate, Motette für Sopran und Orchester KV 165 (158a) - Symphonie D-Dur KV 135/61h (Lucio-Silla-Symphonie) - Basta, vincesti und Ah non lasciarmi, no, Rezitativ und Arie KV 486a (295a) - Ah se in ciel, benigne stelle, Arie für Sopran und Orchester KV 538 - Symphonie Nr. 35 D-Dur KV 385 — „Haffner“ |
| 10. und 11. August | Mozarteumorchester Andrew Manze    | | Francesco Piemontesi Klavier               | - Divertimento B-Dur KV 137 (125b) - Konzert für Klavier und Orchester Nr. 27 B-Dur KV 595 - Symphonie Nr. 40 g-Moll KV 550 |
| 17. und 18. August | Mozarteumorchester Raphaël Pichon  | Claire de Sévigné Sopran Siobhan Stagg Sopran Lea Desandre Mezzosopran Mauro Peter Tenor Huw Montague Rendall Bariton Robert Gleadow Bass |                                            | folgt |
| 10. und 11. August | Mozarteumorchester Ádám Fischer    | | Arthur Jussen Klavier Lucas Jussen Klavier | - Symphonie Nr. 34 C-Dur KV 338 - Konzert für zwei Klaviere und Orchester Es-Dur KV 365 (316a) - Symphonie Nr. 38 D-Dur KV 504 „Prager“ |

| 2020 – Aufführungsort COVID-19-bedingt war das Haus für Mozart |                                                                                     |                                                                                     |  | |
| 2. August                                                      | Mozarteumorchester Salzburger Bachchor Yuval Weinberg Choreinstudierung Ivor Bolton | Rosa Feola Sopran Katharina Magiera Alt Sebastian Kohlhepp Tenor Peter Kellner Bass |  | - Missa c-Moll KV 139 — „Waisenhausmesse“ - Adagio und Fuge für Streicher c-Moll KV 546 - Vesperae solennes de Confessore für Soli, gemischten Chor, Orchester und Orgel C-Dur KV 339 |

| 2021             |                                                                                                | |                       | |
| 24. und 25. Juli | Mozarteumorchester Salzburger Bachchor Jörn Hinnerk Andresen Choreinstudierung Riccardo Minasi | Elbenita Kajtazi Sopran Valentina Stadler Alt Mingjie Lei Tenor Matthias Winckhler Bass Tobias Moretti Sprecher | Michaela Aigner Orgel | - Te Deum laudamus in C-Dur KV 141 (66b) - Haydn: Missa in tempore belli in C-Dur Hob. XXII:9, auch Paukenmesse - Beethoven: Musik zu Goethes Trauerspiel Egmont, op. 84 |